# Mastixis rilmela
Mastixis rilmela là một loài bướm đêm trong họ Noctuidae.